# Liste des monuments historiques de la Haute-Saône
Cet article recense les monuments historiques de la Haute-Saône, en France.

## Listes

### Listes par ville
En raison d'un nombre important de monuments historiques par villes, deux listes ont été créées séparément :
- Vesoul : Liste des monuments historiques de Vesoul
- Gray : Liste des monuments historiques de Gray

### Listes par zone

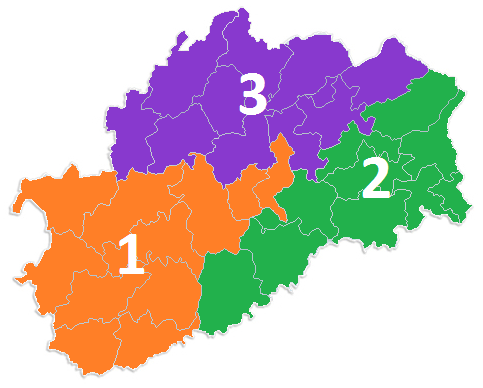
1. Vesoul-Gray. 2. Lure-Héricourt. 3. Luxeuil-Jussey

Afin de réduire la taille de la liste, celle-ci est divisée en trois articles distincts :
- Liste des monuments historiques de la Haute-Saône (Vesoul - Gray) (sud-ouest du département)
- Liste des monuments historiques de la Haute-Saône (Lure - Héricourt)  (sud-est)
- Liste des monuments historiques de la Haute-Saône (Luxeuil - Jussey) (nord)

## Statistiques
Au 30 juillet 2025, la Haute-Saône compte 381 édifices comportant au moins une protection au titre des monuments historiques, dont 97 sont classés et 304 sont inscrits. Le total des monuments classés et inscrits est supérieur au nombre total de monuments protégés car plusieurs d'entre eux sont à la fois classés et inscrits.
Le graphique suivant résume le nombre de premières protections par décennies depuis 1880 (ainsi que pour les années 1846 et 1862) :